# Antigua i Barbuda na Mistrzostwach Świata w Lekkoatletyce 2011
Antigua i Barbuda na Mistrzostwach Świata w Lekkoatletyce 2011 reprezentowana była przez dwóch zawodników.

## Występy reprezentantów Antigui i Barbudy

### Mężczyźni

#### Konkurencje biegowe
| Konkurencja   | Zawodnik          | Runda 1  | Runda 1 | Runda 2  | Runda 2 | Półfinał | Półfinał | Finał    | Finał   |
| Konkurencja   | Zawodnik          | Rezultat | Pozycja | Rezultat | Pozycja | Rezultat | Pozycja  | Rezultat | Pozycja |
| ------------- | ----------------- | -------- | ------- | -------- | ------- | -------- | -------- | -------- | ------- |
| Bieg na 100 m | Daniel Bailey     |          |         | 10,34    | 18 Q    | 10,14    | 7 q      | 10,26    | 5       |
| Bieg na 200 m | Brendan Christian |          |         | DNS      | DNS     |          |          |          |         |